# Andrea Capone
Andrea Capone (Cagliari, 1981. január 8. – Cagliari, 2024. szeptember 29.) olasz labdarúgó-középpályás.

## Pályafutása
2000 és 2007 között a Cagliari labdarúgója volt. 2001–02-ben és 2004–05-ben kölcsönben szerepelt a Sora illetve a Treviso csapatában. 2007 és 2009 között a  Vicenza, 2009-ben a Grosseto, 2010-ben a Salernitana játékosa volt.
2001-ben két alkalommal szerepelt az olasz U21-es válogatottban és egy gólt szerzett.